# New Empire, Vol. 2
| Оценки критиков | Оценки критиков |
| Источник        | Оценка          |
| --------------- | --------------- |
| Dead Press!     | 7/10            |
| Distorted Sound | 5/10            |
| Kerrang!        | [ 4 ]           |
| Louder Sound    | [ 1 ]           |
| Rock Sins       | 7/10            |
| Sputnikmusic    | [ 6 ]           |

New Empire, Vol. 2 — седьмой студийный альбом американской рэп-рок-группы Hollywood Undead, выпущенный 4 декабря 2020 года. Альбом является продолжением New Empire, Vol. 1 который был выпущен 14 февраля 2020 года.

## История
Первый сингл «Idol» был выпущен 31 июля 2020 вместе с клипом. Песня записана совместно с рэпером Tech N9ne Второй сингл «Coming Home» был выпущен 18 сентября 2020. 16 октября 2020 года увидел свет третий сингл «Heart Of A Champion» Записанный совместно с рок-группой Papa Roach, а также с металкор-группой Ice Nine Kills. Последний сингл «Gonna Be OK» вышел 13 ноября 2020.

## Список композиций
| №                   | Название                                                        | Длительность |
| ------------------- | --------------------------------------------------------------- | ------------ |
| 1.                  | «Medicate»                                                      | 3:10         |
| 2.                  | «Comin' Thru the Stereo» (feat. Hyro the Hero)                  | 3:27         |
| 3.                  | «Ghost Out»                                                     | 2:44         |
| 4.                  | «Gonna Be OK»                                                   | 2:55         |
| 5.                  | «Monsters» (feat. Killstation)                                  | 3:03         |
| 6.                  | «Idol» (feat. Tech N9ne)                                        | 4:07         |
| 7.                  | «Coming Home»                                                   | 3:13         |
| 8.                  | «Unholy»                                                        | 2:39         |
| 9.                  | «Worth It»                                                      | 3:02         |
| 10.                 | «Heart of a Champion Remix» (feat. Papa Roach & Ice Nine Kills) | 3:30         |
| 11.                 | «Idol» (feat. GHØSTKID)                                         | 4:07         |
| 12.                 | «Idol» (feat. Kurt92)                                           | 4:07         |
| Общая длительность: | Общая длительность:                                             | 40:04        |

## Участники записи
Hollywood Undead
- Джорел «J-Dog» Деккер
- Дилан «Funny Man» Альварес
- Джордж «Johnny 3 Tears» Рэйган
- Джордан «Charlie Scene» Террелл
- Даниэль «Danny» Мурильо

Приглашенные Музыканты
- Аарон «Tech N9ne» Донтез Йейтс — вокал на 6 треке.
- Люк Холланд — ударные на 7 треке.
- Джекоби Шэддикс — вокал на 10 треке.
- Спенсер Чарнас — вокал на 10 треке.
- Себастьян Бислер — вокал на 11 треке.
- Константин Шац — вокал на 12 треке.